# Holistička perspektiva
Holistička perspektiva je temeljni antropološki princip prema kojemu različite djelatnosti kulture treba promatrati u najširem smislu kako bi se shvatile njihove uzajamnosti i povezanosti. Holizam razlikuje antropologa od nekog znanstvenika, npr. ekonomista, koji proučava samo jedan specifični segment ljudske aktivnosti. Jedino holističkim uvidom u kulturu antropolog može reći nešto o toj kulturi, a najbolja terenska metoda za stjecanje takvih saznanja je sudioničko promatranje.